# Six Mile Lake, Nova Scotia
Six Mile Lake är en sjö i Kanada.   Den ligger i provinsen Nova Scotia, i den sydöstra delen av landet, 1 000 km öster om huvudstaden Ottawa. Six Mile Lake ligger 82 meter över havet. Den ligger vid sjöarna  Governor Lake Quarry Lake och Susies Lake.
I omgivningarna runt Six Mile Lake växer i huvudsak blandskog. Runt Six Mile Lake är det mycket tätbefolkat, med 1 177 invånare per kvadratkilometer.